# Sébastien Charpentier
Sébastien Charpentier, né le 26 mars 1973 à La Rochefoucauld en Charente, est un pilote de vitesse et d'endurance moto français.
En 2006, Sébastien Charpentier est devenu le premier pilote de moto français à remporter deux titres de champion du monde Supersport.

## Carrière

### Les débuts (1996-1999)
Sébastien Charpentier remporte en 1996 la CB 500 Cup malgré une rude concurrence.
En 1997, il accède au championnat d'Europe 600 Supersport. Il s'impose lors de l'épreuve anglaise sur le circuit de Brands Hatch devant James Toseland.
En 1998, il entame sa première saison complète du mondial Supersport, considéré comme l'antichambre du Superbike dans le team Reflex. Mais l'équipe a peu de moyens et Sébastien Charpentier doit forcer son talent pour réaliser de bons résultats. Il profite de la piste détrempée du Nürburgring en Allemagne pour décrocher sa première victoire et termine 13e du championnat pour sa première saison complète. Cependant le team Reflex ne peut disputer la saison suivante, faute de moyens financiers. Sébastien s'engage alors en championnat d'Espagne sur une machine qui ne lui convient pas et ne participe qu'à quelques épreuves en mondial Supersport pour terminer cette saison à la 19e place.

### Les années de galères (2000-2002)
Une blessure à la jambe l'éloigne des circuits, mais Honda l'engage pour les saisons 2000 et 2001 comme pilote officiel d'endurance. En 2000, il remporte les 24 heures du Mans Moto avec William Costes au guidon d'une VTR 1000 SP1. L'équipe Honda France Elf le soutient et l'engage en 600 Supersport mais l'équipe manque de moyens et le Charentais réalise une saison blanche, sans marquer aucun point.
Au début de 2001, alors qu'il s'apprête enfin à faire une deuxième saison complète en Supersport, il reçoit un coup de téléphone du patron de l’équipe qui lui annonce qu’il ne poursuivra pas son engagement dans le championnat du monde Supersport. C'est un véritable coup de massue...
Il revient en 2002 pour disputer quelques épreuves avec le team Moto 1. Il termine 28e du championnat mais le moral est au plus bas.

### Le déclic (2003-2004)
Klaus Klaffenboch, le patron de l'équipe autrichienne Honda Klaffi, le contacte pour disputer enfin sa deuxième saison complète en mondial Supersport. Sébastien se surpasse et décroche une troisième place à Brands Hatch, c'est la première fois qu'il remonte sur le podium depuis sa fameuse victoire en 1998 au Nürburgring. Il termine la saison 2003 à la 7e place.
En 2004, Klaus Klaffenboch lui renouvelle sa confiance. Il réalise une superbe saison en décrochant trois 3e place et deux 2e place mais regrette encore aujourd'hui de n'avoir pu offrir la moindre victoire à celui qui lui avait tendu la main. Il termine le championnat à la 4e place et Ronald Ten Kate lui offre l'occasion de rejoindre l'écurie Honda Ten Kate (la plus grande écurie du moment en Supersport) et piloter, pour la première fois de sa carrière, une moto d'usine.

### La consécration et la fin de carrière (2005-2007)
Dans l'écurie Honda Ten Kate, Sébastien domine son coéquipier Katsuaki Fujiwara et l'australien Kevin Curtain. Il remporte 6 victoires et termine trois fois deuxième, ses "plus mauvais résultats". Malgré une nouvelle blessure qui l'empêche de finir la saison, il est sacré champion du monde 2005.
Pour la saison 2006, Sébastien Charpentier choisit de rester en Supersport avec l'écurie Honda Ten Kate plutôt que de s'engager en Superbike. Sa saison commence comme celle de l'an passé : 4 victoires et une troisième place en cinq courses. Mais lors d'une séance d'essais privés à  Brno, il sort violemment de la piste et se fracture le bassin, il est donc forfait pour l'épreuve de  Misano et ne termine l'épreuve suivante, à Brno, qu'à la 11e place. Kevin Curtain prend ainsi l'avantage et creuse l'écart au classement. Sébastien Charpentier remporte la course d'Imola et revient à 17 points de l'australien avant la dernière course qui a lieu... en France à Magny-Cours. L'affaire semble compliquée pour Sébastien et son équipe, mais il réalise la pole, alors que Kevin Curtain n'obtient que la cinquième place sur la grille de départ.
La course arrive et le Charentais réalise un très bon départ puisqu'il prend la tête de la course alors que Kevin semble être en difficulté. Puis c'est le coup de théâtre, Kevin Curtain chute au septième tour, il suffit alors à Sébastien de terminer parmi les deux premiers pour être titré. Le public est fou de joie et Sébastien Charpentier remporte à fois la victoire dans cette épreuve et le titre de champion du monde Supersport pour la deuxième fois de suite.
Il reste en Supersport pour la saison 2007 afin de décrocher un troisième titre de champion du monde. Mais il ne se sent pas à l'aise sur cette nouvelle moto, il chute et se fracture à nouveau le bassin lors des essais à Donington Park. C'est une saison noire, il ne montera sur aucun podium durant cette année et son coéquipier turc Kenan Sofuoglu remporte le titre.
À la fin de la saison, Sébastien Charpentier décide de mettre un terme à sa carrière.

### Après la fin de carrière (2008-2009)
Depuis le début de l'année 2008, Sébastien Charpentier est resté dans l'équipe Honda Ten Kate en tant que manager de Maxime Berger dans le championnat du monde 1000 Superstock.
À la fin de la saison, il participa au Bol d'or aux côtés de Jean-Michel Bayle sur une Honda.
Au printemps 2009, il annonce son retour au 24 Heures du Mans sur la Honda officielle numéro 111 accompagné de Steve Plater et Matthieu Lagrive et termine l'épreuve à la deuxième place.

### Le retour à la compétition (2010) et l’après carrière
Puis surprise, après deux ans de retraite sportive, Sébastien Charpentier annonce le 19 janvier qu'il reprend la compétition en mondial Supersport avec Triumph sur une Daytona 675 officiel. Il ne dispute finalement que la première épreuve du Championnat du monde de Supersport 2010, avant de laisser sa place à un autre français : Matthieu Lagrive.
Il trouve immédiatement un guidon en Championnat du monde d'endurance moto chez Daffix-Michelin-BMW.
En 2011, après la fin de sa carrière sportive Sébastien entame sa reconversion (qu’il avait déjà anticipé).
Il devient consultant pour les Grands prix de Moto GP sur la chaîne Eurosport. Au côté de Remy Tissier, il travaillera pour la chaîne jusqu’en 2018, moment où Eurosport a perdu les droits de diffusion des Grands prix.
En parallèle, et toujours en étant ambassadeur Honda, Sébastien est coach sportif et relations publiques pour l’école de pilotage First-on-track.

## Palmarès
- champion de France 50 cm3 en 1989
- Vainqueur de la CB 500 Cup en 1996
- Vainqueur des 24 heures du Mans Moto en 2000
- 13 victoires, 23 podiums et 22 pole positions en Supersport
- 7e du mondial Supersport 2003
- 4e du mondial Supersport 2004
- Champion du monde Supersport 2005
- Champion du monde Supersport 2006
- 2e des 24 heures du Mans Moto 2009 avec Matthieu Lagrive et Steve Plater